# 卡米诺莫里斯科
卡米诺莫里斯科，是西班牙埃斯特雷马杜拉卡塞雷斯省的一个市镇。总面积147平方公里，总人口1308人（2001年），人口密度9人/平方公里。